# Keisuke Iwashita
Keisuke Iwashita (岩下 敬輔 Iwashita Keisuke?), född 24 september 1986 i Kagoshima prefektur, är en japansk fotbollsspelare.
Iwashita började sin karriär 2005 i Shimizu S-Pulse. Han spelade 127 ligamatcher för klubben. 2012 flyttade han till Gamba Osaka. Med Gamba Osaka vann han japanska ligan 2014, japanska ligacupen 2014 och japanska cupen 2014, 2015. Efter Gamba Osaka spelade han för Avispa Fukuoka och Sagan Tosu.